# Saint-Lyé
Saint-Lyé és un municipi francès situat al departament de l'Aube i a la regió del Gran Est. L'any 2007 tenia 2.841 habitants.

## Demografia

### Població
El 2007 la població de fet de Saint-Lyé era de 2.841 persones. Hi havia 1.040 famílies de les quals 188 eren unipersonals (82 homes vivint sols i 106 dones vivint soles), 407 parelles sense fills, 379 parelles amb fills i 66 famílies monoparentals amb fills.
La població ha evolucionat segons el següent gràfic:
Habitants censats

### Habitatges
El 2007 hi havia 1.129 habitatges, 1.073 eren l'habitatge principal de la família, 14 eren segones residències i 42 estaven desocupats. 1.102 eren cases i 21 eren apartaments. Dels 1.073 habitatges principals, 962 estaven ocupats pels seus propietaris, 99 estaven llogats i ocupats pels llogaters i 13 estaven cedits a títol gratuït; 3 tenien una cambra, 16 en tenien dues, 117 en tenien tres, 325 en tenien quatre i 612 en tenien cinc o més. 850 habitatges disposaven pel capbaix d'una plaça de pàrquing. A 372 habitatges hi havia un automòbil i a 650 n'hi havia dos o més.

### Piràmide de població
La piràmide de població per edats i sexe el 2009 era:
| Homes | Edats   | Dones |
| ----- | ------- | ----- |
| 0     | 95 o +  | 0     |
| 20    | 90 a 94 | 4     |
| 12    | 85 a 89 | 0     |
| 16    | 80 a 84 | 12    |
| 28    | 75 a 79 | 44    |
| 36    | 70 a 74 | 48    |
| 40    | 65 a 69 | 60    |
| 84    | 60 a 64 | 64    |
| 80    | 55 a 59 | 96    |
| 120   | 50 a 54 | 144   |
| 92    | 45 a 49 | 72    |
| 116   | 40 a 44 | 108   |
| 108   | 35 a 39 | 124   |
| 76    | 30 a 34 | 96    |
| 48    | 25 a 29 | 64    |
| 64    | 20 a 24 | 36    |
| 80    | 15 a 19 | 96    |
| 116   | 10 a 14 | 96    |
| 92    | 5 a 9   | 100   |
| 60    | 0 a 4   | 80    |

## Economia
El 2007 la població en edat de treballar era de 1.874 persones, 1.309 eren actives i 565 eren inactives. De les 1.309 persones actives 1.230 estaven ocupades (642 homes i 588 dones) i 79 estaven aturades (34 homes i 45 dones). De les 565 persones inactives 226 estaven jubilades, 157 estaven estudiant i 182 estaven classificades com a «altres inactius».

### Ingressos
El 2009 a Saint-Lyé hi havia 1.088 unitats fiscals que integraven 2.878,5 persones, la mediana anual d'ingressos fiscals per persona era de 20.439 €.

### Activitats econòmiques
Dels 117 establiments que hi havia el 2007, 2 eren d'empreses extractives, 2 d'empreses alimentàries, 1 d'una empresa de fabricació de material elèctric, 3 d'empreses de fabricació d'altres productes industrials, 28 d'empreses de construcció, 19 d'empreses de comerç i reparació d'automòbils, 6 d'empreses de transport, 5 d'empreses d'hostatgeria i restauració, 3 d'empreses financeres, 4 d'empreses immobiliàries, 14 d'empreses de serveis, 22 d'entitats de l'administració pública i 8 d'empreses classificades com a «altres activitats de serveis».
Dels 40 establiments de servei als particulars que hi havia el 2009, 1 era una oficina de correu, 1 una oficina bancària, 1 funerària, 3 tallers de reparació d'automòbils i de material agrícola, 1 taller d'inspecció tècnica de vehicles, 4 paletes, 7 guixaires pintors, 3 fusteries, 7 lampisteries, 4 electricistes, 3 perruqueries, 4 restaurants i 1 saló de bellesa.
Dels 6 establiments comercials que hi havia el 2009, 1 era un hipermercat, 1 una botiga de menys de 120 m², 1 una fleca, 1 una botiga d'electrodomèstics, 1 una botiga de mobles i 1 una joieria.
L'any 2000 a Saint-Lyé hi havia 32 explotacions agrícoles que ocupaven un total de 1.748 hectàrees.

## Equipaments sanitaris i escolars
L'únic equipament sanitari que hi havia el 2009 era una farmàcia.
El 2009 hi havia 1 escola maternal i 1 escola elemental.

## Poblacions més properes
El següent diagrama mostra les poblacions més properes.